# Вилякский край
Ви́лякский край (латыш. Viļakas novads) — бывшая административно-территориальная единица на востоке Латвии в области Латгалия. Край состоял из шести волостей и города Виляка, который являлся краевым центром.
Площадь края составляла 639,7 км². Граничил с Балтинавским, Балвским, Алуксненским краями Латвии и Псковской областью Российской Федерации.
Край был образован 1 июля 2009 года из части упразднённого Балвского района.
В 2021 году в результате новой административно-территориальной реформы Вилякский край был упразднён, а все волости края и город Виляка были включены в Балвский край.

## Население
По оценке на 1 января 2015 года население края составляет 5160 постоянных жителей, на 1 января 2010 года — 1 января 2010 года составило 6433 человек.

### Национальный состав
Национальный состав населения края по итогам переписи населения Латвии 2011 года распределён таким образом:
| Национальность        | Численность, чел. (2011) | %        |
| --------------------- | ------------------------ | -------- |
| Латыши                | 4427                     | 78,15 %  |
| в том числе латгальцы | 3531                     | 62,33 %  |
| Русские               | 1012                     | 17,86 %  |
| Украинцы              | 65                       | 1,15 %   |
| Белорусы              | 43                       | 0,76 %   |
| Поляки                | 21                       | 0,37 %   |
| Литовцы               | 5                        | 0,09 %   |
| Другие                | 92                       | 1,62 %   |
| всего                 | 5665                     | 100,00 % |

## Территориальное деление
- город Виляка (латыш. Viļakas pilsēta)
- Вецумская волость (латыш. Vecumu pagasts)
- Жигурская волость (латыш. Žīguru pagasts)
- Куправская волость (латыш. Kupravas pagasts)
- Медневская волость (латыш. Medņevas pagasts)
- Сусайская волость (латыш. Susāju pagasts)
- Шкилбенская волость (латыш. Šķilbēnu pagasts)